# One Wild Night Live 1985–2001
A Bon Jovi első élő albuma, a One Wild Night Live 1985–2001 (magyarul: "Egy vad éjszaka, élőben 1985-től 2001-ig"), 2001 májusában jelent meg. Az album tartalmaz élő közvetítéseket, mint Neil Young "Rockin' in the Free World"-je és a The Boomtown Rats' "I Don't Like Mondays-e".
Az albumot megközelítőleg 4.000.000 példányban adták el világszerte, amivel ez lett a Bon Jovi 9. legtöbb példányban elkelt lemeze a világon.

## Az album számai
1. "It's My Life" – 3:51 (felvétel: 2000. november 27. – Toronto, Ontario, Kanada)
2. "Livin' on a Prayer" – 5:13 (felvétel: 2000. augusztus 30. – Zürich, Svájc)
3. "You Give Love a Bad Name" – 3:53 (felvétel: 2000. augusztus 30. – Zürich, Svájc)
4. "Keep the Faith" – 6:19 (felvétel: 2000. szeptember 20. – New York, Egyesült Államok)
5. "Someday I'll Be Saturday Night" – 6:30 (Recorded: November 10th 1995 – Melbourne, Ausztrália)
6. "Rockin' in the Free World" – 5:40 (felvétel: 1995. december 1. – Johannesburg, Dél-Afrika)
7. "Something to Believe In" – 6:00 (felvétel: 1996. május 19. – Jokohama, Japán)
8. "Wanted Dead or Alive" – 6:00 (felvétel: 2000. szeptember 20. – New York City)
9. "Runaway" – 4:47 (felvétel: 1985. április 28. – Tokió, Japán)
10. "In and Out Of Love" – 4:47 (felvétel: 1985. április 28. – Tokió, Japán)
11. "I Don't Like Mondays" (Bob Geldof-fal) – 5:58 (felvétel: 1995. június 25. – Wembley Stadium, London, Anglia)
12. "Just Older" – 5:13 (Recorded: 2000. november 27. – Toronto, Ontario, Kanada)
13. "Something for the Pain" – 4:22 (felvétel: 1995. november 10. – Melbourne, Ausztrália)
14. "Bad Medicine" – 4:19 (felvétel: 2000. augusztus 30. – Zürich, Svájc)
15. "One Wild Night 2001" – 3:46 (Remix)

## Dalváltozatok
A "I Don't Like Mondays" duettje Bob Geldof-fal a Wembley Stadiumban lett előadva, pont két héttel a "Live Aid" tizedik évfordulója előtt, ahol Geldof akkor előadta ugyanazt a számot, ugyanabban a stadionban, a Boomtown Rats részeként. Utóbb újból előadta a dalt, majdnem pontosan tíz évvel később, ismét Londonban, a "Live 8" keretében. Ez az 1995-ös dalelőadás mindezt megelőzőleg ki lett adva a These Days album különleges, 2 CD-s verzióján.
A "One Wild Night 2001" inkább egy remix album, mintsem egy élő verzió. A különbség ez, és a Crush-os verzió között a hosszúság; az introk és egyéb részek ki lettek vágva. Ez egyedülálló volt ezen az albumon.
A "Wanted Dead or Alive" élő változata egy "nyers" videóként szerepelt, ami a dal élő előadásait mutatta be, és még néhány színpad mögötti kulisszát.

## Közreműködők
- Jon Bon Jovi – ének, gitár
- David Bryan – billentyűk, háttérvokál
- Richie Sambora – gitár, talkbox, háttérvokál
- Alec John Such – basszusgitár, háttérvokál
- Tico Torres – dob

### További zenészek
- Bob Geldof – vokál
- Hugh McDonald – basszusgitár, háttérvokál